# 小南修身
小南 修身（こみなみ おさみ、1947年（昭和22年）2月13日 - ）は、日本の政治家。元大阪府池田市長（1期）。いけだ市民文化振興財団名誉顧問。旭日双光章受章。

## 経歴
大阪府出身。1969年東京農業大学農学部卒。同年池田市役所に入り、都市整備部長、収入役、助役などを務める。
2011年池田市長選挙に立候補し、当選。2015年に落選した。
2017年秋の叙勲で旭日双光章を受章。